# Cytherea esfandarii
Cytherea esfandarii är en tvåvingeart som beskrevs av Lindner 1979. Cytherea esfandarii ingår i släktet Cytherea och familjen svävflugor.
Artens utbredningsområde är Iran. Inga underarter finns listade i Catalogue of Life.